# Androgeo (Eneide)

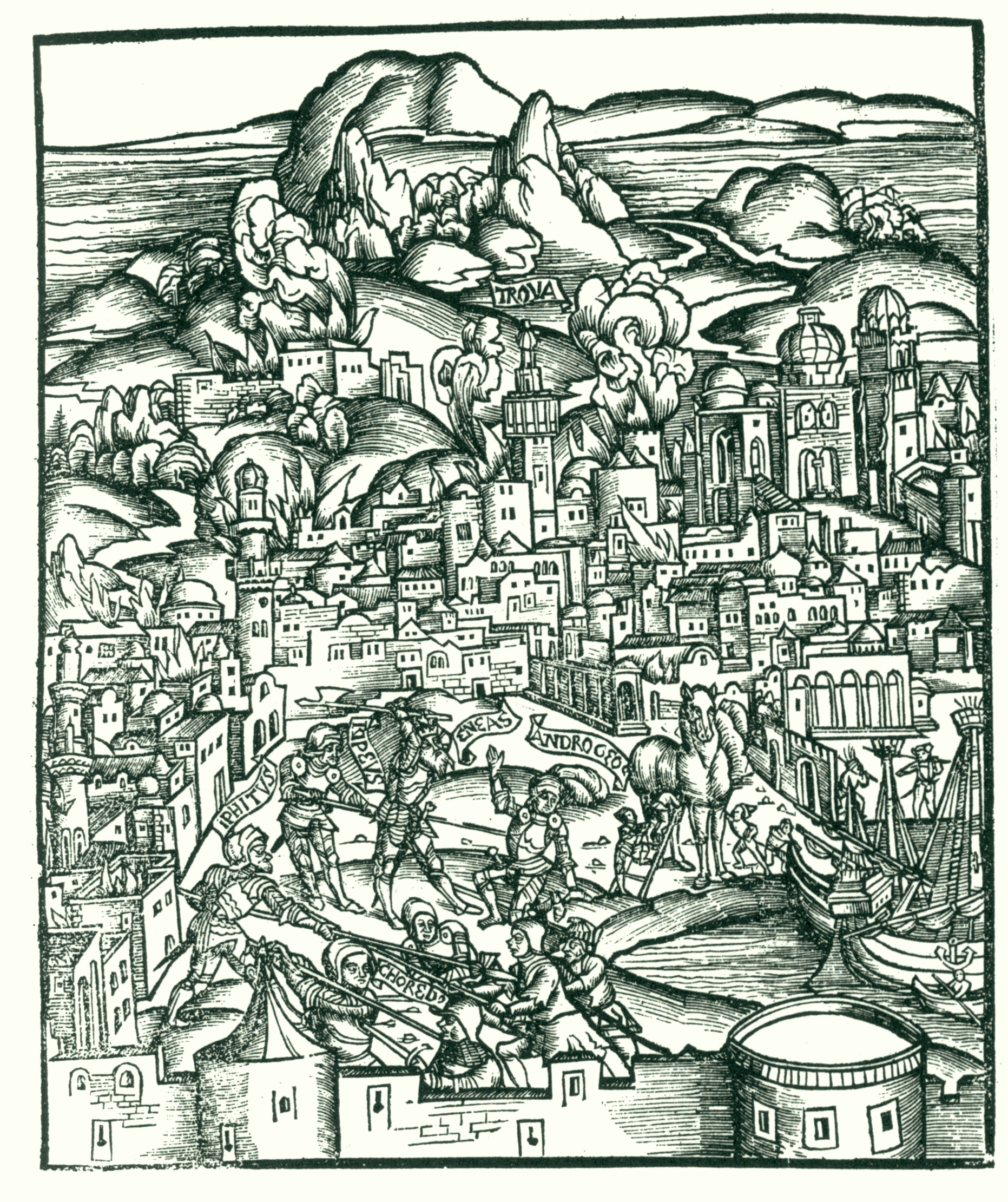
Illustrazione anonima dellEneide stampata da Johannes Grüninger (Strasburgo, 1502), in cui Enea uccide Androgeo

Androgeo è un personaggio dell'Eneide citato nel secondo libro.

## Il mito
Androgeo è uno dei tanti condottieri achei che assediano Troia nella decennale guerra scoppiata in seguito al ratto della spartana Elena da parte di Paride. Muore con tutti i soldati del suo drappello durante la presa della città. Imbattutisi nei compagni di Enea, li scambiano tragicamente per commilitoni; si accorgono dell'errore quando ormai è troppo tardi, e vengono facilmente abbattuti. Corebo e Dimante, due compagni di Enea, spoglieranno Androgeo delle sue armi.

### Fonti
- Virgilio, Eneide, II